# Литвиненко Адель Миколаївна
Аде́ль Микола́ївна Литвиненко (7 листопада 1926, місто Київ — 3 січня 2016, місто Макіївка Донецької області) — українська радянська діячка, машиніст-оператор прокатного стану Макіївського металургійного заводу імені Кірова Донецької області. Герой Соціалістичної Праці (22.03.1966). Депутат Верховної Ради УРСР 8—9-го скликань.

## Біографія
Народилася у родині робітника.
Учасниця німецько-радянської війни з червня 1941. На початку війни була евакуйована, але відстала від потягу, який потрапив під бомбардування і прийшла у військову частину.
Служила санітарним інструктором, розвідником, командиром відділення взводу пішої розвідки 1159-го стрілецького полку 351-ї стрілецької дивізії 9-ї армії на Південно-Західному та Північно-Кавказькому фронтах. У 1942 році на фронті вступила у комсомол. Тричі була поранена, контужена. У 1944 році після важкого поранення і довгого лікування в госпіталі була звільнена за станом здоров'я в званні старшого сержанта. Інвалід війни I групи.
Освіта середня. У 1945 році закінчила Київську середню школу № 45 і за путівкою ЦК ЛКСМ України була направлена на роботу з відновлення Донбасу.
З 1945 року — учень зварника на Дружківському заводі металевих виробів Сталінської області.
З 1946 року — 2-й секретар Дружківського міського комітету ЛКСМУ Сталінської області. Два роки була практично нерухома після паралічу. Після поліпшення стану здоров'я переїхала в Макіївку, де три роки працювала вихователем ремісничого училища.
З 1950 року — електромашиніст, машиніст-оператор прокатного стану прокатного цеху № 2 Макіївського металургійного заводу імені Кірова Сталінської (Донецької) області. Працювала оператором прокатного стану понад 30 років.
Член ВКП(б) з 1951 року.
Потім — на пенсії в місті Макіївці Донецької області.

## Нагороди
- Герой Соціалістичної Праці (22.03.1966)
- орден Леніна (22.03.1966)
- орден Вітчизняної війни 1-го ст. (6.04.1985)
- три ордени Червоної Зірки (;6.06.1943)
- орден Знак Пошани (30.03.1971)
- медалі
- почесний громадянин міста Макіївки